# Міста з книжок про Незнайка
У цій статті містяться відомості про казкові міста з трилогії М. Носова про Незнайка («Пригоди Незнайка і його товаришів», «Незнайко в Сонячному місті» і «Незнайко на Місяці»). У містах відбувається більша частина подій, описаних у книжках. Українські назви наведено згідно з перекладами Федора Маківчука.

## Земні міста

### Квіткове місто
Місто, у якому починається розповідь. Назване «Квітковим» завдяки тому що поруч кожного будинку росли квіти. Навіть вулиці носили «квіткові» назви: вулиця Дзвіночків, алея Ромашок, бульвар Волошок тощо. Через місто протікає Огіркова річка (біля неї росли огірки). Після подорожі до Зеленого міста коротульки влаштовують у місті водопровід, починають вирощувати кавуни, а після знайомства з технічними досягненнями Сонячного міста там з'являються обертові будинки й фабрика одягу, розвивається автомобільний транспорт. Під час підготовки польоту на Місяць неподалік від Квіткового міста на березі Огіркової річки будують Космічне містечко.

### Зелене місто
Місто, куди прибувають коротульки після польоту на повітряній кулі. Розташоване берегах на річки Кавунки (там росло багато кавунів), які сполучує висячий міст. Свою назву отримало через наявність великої кількості фруктових дерев. Стіни будинків були увішані килимами, доріжки у дворах і навіть тротуари покривалися постілками. У місті був водопровід — зі стебел тростини. Жили там одні малючки.

### Зміївка
Місто неподалік від Зеленого міста, нижче за течією річки Кавунки. Дерев у Зміївці не було, жили в ньому одні малюки. Вони любили купатись і засмагати, а взимку — ковзати на ковзанах. Назва — від безлічі повітряних зміїв, які прикрашали кожен будинок.

### Сонячне місто
Високорозвинене місто у країні коротульок, культурний, науковий і промисловий центр. Назване «Сонячним» завдяки тому, що кожен будинок в ньому має власну електростанцію — з сонячних батарей на даху. У місті розташовані кілька спеціалізованих містечок, наприклад, Наукове (призначене для наукової роботи), а також Сонячний парк з трьома спеціалізованими містечками (Шаховим, де проводилися змагання з шахів і стояли шахові автомати, Спортивним — призначеним для занять спортом, Веселим, Водяним і Театральним). Окрім цього, є цирк, зоопарк, фабрика одягу, архітектурне управління, театри, кінотеатри і спортивні майданчики. На вулицях багато різноманітних автомобілів (особистих автівок, автоматичних таксі, автобусів, спіралеходів та ін.). За порядком дорожнього руху стежать сили міліції, у своїй роботі вони застосовують системи відеоспостереження.

### Інші
- Земляне місто (рос. Земляной город) — місто, яке у М. Носова згадується лише один раз. У повісті «Незнайко в Сонячному місті» мандрівники читають його назву на дорожньому покажчику.
- Кам'яне місто (рос. Каменный город) — місто, яке у М. Носова згадується лише один раз. У повісті «Незнайко в Сонячному місті» мандрівники читають його назву на дорожньому покажчику.
- Котигорошок (рос. Катигорошкин) — місто, з якого був родом мандрівник Циркуль (який уперше назвав Бруднулю «Пістрявеньким»).
- Космічне містечко (рос. Космический городок) — населений пункт поблизу Квіткового міста, збудований спеціально для підготовки польоту на Місяць. У центрі містечка розташовувався бетонний майданчик, на якому спочатку склали ракету НІП, а потім — ракету ФІР.

## Місячні міста
- Брехенвіль (рос. Брехенвиль; від «брехать» + фр. ville — «місто») — невеличке промислове місто, розташоване на шляху з Давилона до Сан-Комарика. Місце проживання мільйонерів Скуперфільда і Захланса (Жадинга). З виробництв міста згадується макаронна фабрика Скуперфільда.
- Грабунберг (рос. Грабунберг; від «грабун» + друга частина назв деяких німецьких міст[1]) — велике місто, значний фінансовий («баржа» на озері) і промисловий центр (заводи Спрутса). Місце проживання мільярдера Спрутса.
- Давилон (рос. Давилон; від давка («тиснява», «штовханина») + «Вавилон») — місто, де Незнайко ступив на поверхню внутрішнього Місяця. Одне з найбільших місячних міст, культурний і фінансовий центр (на озері знаходиться давилонська «баржа»). Існують промислові підприємства[2]. Складається з ділового центру (там, знаходиться і вулиця Фертинга, де був розташований офіс Товариства гігантських рослин), нетрів (Козлик згадує, що жив у нічліжці в Давилоні) і передмістів (там була розташована Собача вулиця, де жив Клопс).
- Космічне містечко (рос. Космический городок) — населений пункт у районі Фантомаса поблизу села Неїлівка, заснований землянами, що прилетіли на ракеті ФІР.
- Лос-Кабанос (рос. Лос-Кабанос; алюзія на Лос-Анджелес) — приморське місто. Згадується лише один раз — як одне з міст, над якими пролітав на парашуті Пончик, спускаючись на внутрішній Місяць.
- Лос-Поганос (рос. Лос-Паганос; алюзія на Лос-Анджелес) — приморське місто, курортний центр (згадується, що туди любили їздити багатирі). Місце, де поселився Пончик після висадки на внутрішній Місяць. Від Лос-Поганоса відходили судна, що везли коротульок на острів Дурнів.
- Лос-Свинос (рос. Лос-Свинос; алюзія на Лос-Анджелес) — приморське місто, розташоване між Лос-Кабаносом і Лос-Поганосом.
- Острів Дурнів (рос. Дурацкий остров, остров Дураков) — острів, розташований на морі внутрішнього Місяця. Має транспортне сполучення з іншими населеними пунктами. Очевидно, складається з двох частин: в одному знаходиться парк з атракціонами і різними розважальними установами, де коротульки поступово перетворюються на баранів. У другій частині живуть багачі, які володіють овечими стадами і займаються виробництвом вовни.
- Паноптикум (рос. Паноптикум; від «паноптикум») — місто, про яке розповідано вкрай мало. Відоме, що воно знаходиться на шляху між Брехенвілем і Сан-Комариком.
- Сан-Комарик (рос. Сан-Комарик; алюзія на Сан-Франциско) — одне з найбільших місячних міст, культурний і фінансовий центр («баржа» на озері). На окраїнах розташовані нетрі з брудними вулицями і нічліжними будинками. Деякі місячні газети називали його лідером за числом безробітних[3].
- Фантомас (рос. Фантомас; назва походить від кіношного Фантомаса) — місто, поруч якого здійснила висадку на внутрішній Місяць рятувальна експедиція на ракеті ФІР. Про саме місто розповідано мало, але багато подій відбулося у його околицях. У районі міста розташовані бідняцькі села Неїлівка[4], Голоп'яти, Безхлібівка, Голодаївка, Невилазне та Космічне містечко, засноване землянами.